# Ланема
Ланема (ест. Lääne maakond, Läänemaa; лат. Rotalia) један је од 15 округа у Естонији. Налази се на крајњем западу континенталног дела Естоније, што се види и у самом имену које у дословном преводу са естонског језика значи Западна земља. Са површином од око 2.383 км2 налази се на 11. месту међу естонским окрузима. Граничи се са окрузима Харјума и Раплама на истоку, Парнума на југу, те са окрузима Сарема и Хијума на западу.
Административни центар округа је град Хапсалу. Административно округ је подељен на девет руралних и на једну градску општину. Са око 24.500 становника округ ланема је један од најређе насељених округа у земљи, са укупним уделом у националној популацији од свега око 2 одсто. 

## Географија
Округ Ланема налази се у западном делу Естоније и са севера и запада омеђен је акваторијом Балтичког мора, односно његове субакваторије Вајнамери (у централном делу западне обале). У границама округа налазе се и бројна, углавном мања балтичка острва, а највеће међу њима је острво Вормси које је са површином од 93 км² четврто острво по величини у земљи. Друго по величини и значају острво у округу је острво Осмусар (површине 4,8 км²) које представља западну границу Финског залива.
Површина округа Ланема је 2.383,12 км2 и по том параметру налази се на 11. месту међу 15 естонских округа. Граничи се са окрузима Харјума и Раплама на истоку, на југу је округ Парнума, док су на западу острвски окрузи Сарема и Хијума. 
Цело подручје карактерише углавном низијски рељеф, са мочварама које су нарочито бројне у приобалном подручју. Обала је јако разуђена и препуна бројних мањих и плитких залива и увала. Најважнији водоток на подручју округа Ланеме је река Касари уз чије ушће је формиран национални парк Матсалу. 

## Историја
Претеча савременог округа Ланеме била је средњовековна естонска државица Ланема која је постојала све до 1227. године када су је освојили крсташи предвођени ришким бискупом Албертом Букстевеном. Годину дана касније успостављена је Езелска бискупија, феудална кнежевина у саставу Тера Маријане. Године 1265. седиште кнежевине је у граду Хапсали. 
Савремени округ првобитно је успостављен 1919. године, а потом обновљен као административна јединица 1990. године.

## Административна подела
Територија округа Ланеме административно је подељена на 10 другостепених јединица локалне самоуправе, односно на 9 руралних и на једну градску општину. једино градско насеље у округу (а уједно и једина градска општина) је град Хапсалу који је уједно и административни центар округа. 
Градска општина
- Хапсалу

Руралне општине
- Ханила (седиште је село Кимси)
- Кулама (село Кулама)
- Лане-Нигула (село Таебла)
- Лихула (варошица Лихула)
- Мартна (село Мартна)
- Ноаротси (село Пиркси)
- Нива (село Нива)
- Ридала (село Увемијса)
- Вормси (село Хуло)